# Medaille van de Minister van Defensie
De Medaille van de Minister van Defensie (Deens: Forsvarsministerens Medalje) is een hoge Deense onderscheiding die door de minister van Defensie wordt uitgereikt aan Deense militairen, Deens defensiepersoneel en buitenlanders dat zich buiten een gevecht bijzonder heeft onderscheiden in de uitoefening van zijn taak, militair personeel dat zich buiten een gevecht door dapperheid heeft onderscheiden en (postuum) aan personeel dat niet in een gevecht maar wel tijdens zijn of haar taakuitoefening is omgekomen of zwaar werd verwond. Het instellingsbesluit spreek van "een onbevreesde inspanning".
De instelling van deze gouden medaille op 7 december 2009 hangt samen met deelname van Denemarken aan VN-opdrachten en missies van de NAVO.
Wanneer de medaille tweemaal wordt toegekend draagt men op het lint boven de medaille een takje van zilveren eikenbladeren. Wie de medaille driemaal ontvangt draagt gouden eikenbladeren.
Medailles van Verdienste ·
Medaille voor Langdurige Dienst ·
Medaille "Ingenio et Arti" ·
Medaille voor Nobele Daden ·
Ereteken van het Deense Rode Kruis ·
Medaille van Verdienste voor de Groenlandse Onafhankelijkheid ·
Herinneringsmedaille aan de 70e Verjaardag van Hare Majesteit Koningin Margrethe
Herinneringsmedaille aan de 75e Verjaardag van Prins Henrik

Zie ook: Historische Orden van Denemarken · Onderscheidingen in Denemarken